# Jovany
Jovany, né Joan Prodeo le 28 avril 1989 à Armentières, est un acteur français.

## Biographie
Né en 1989, à Armentières, Jovany, de son vrai nom Joan Prodeo, est un enfant du Nord. Son grand-père clown, musicien et amuseur public, lui a, dès sa petite enfance, fait connaître les projecteurs, et Jovany a hérité de sa veine artistique. Dès son adolescence, tout en suivant un atelier cirque au collège, il devient un artiste pluridisciplinaire, passant du cirque au théâtre contemporain, de la magie à la jonglerie, de l’automate au hip-hop ou à la chanson. Après quelques années avec le vieux clown Mario, avec qui il voyage de scène en scène, Jovany se retrouve en solo.
Il teste le cabaret dans lequel il révèle ses talents d’humour visuel. Après deux ans sur les routes avec un cirque itinérant, il retourne à 20 ans au cabaret, apparaît au théâtre dans le "boulevard" et se produit fréquemment sur la scène du théâtre Le Spotlight à Lille . Surnommé le "Jim Carrey français", on le retrouve à la radio, à la TV, sur les planches en tournée et à Paris. Lauréat de nombreux festivals avec 27 Prix, dont souvent le Prix du Public , il se voit remettre en 2017 le "Prix pour l'Humour" de la Fondation Raymond Devos.
En 2023, avec Marion Prodeo et Pierre Nowak, il crée, à Arras, le Théâtre Le pont de singe dont il assure la direction artistique.

## Théâtre
- 2012-2014 : Il débarque
- 2014-2015 : J'ai décidé de grandir
- 2014-2015 : Les parents viennent de Mars, les enfants du MacDo de Rodolphe Le Corre
- 2014-2016 : L'univers est grand, le sien est compliqué, en tournée, au Théâtre du Marais, Paris , au Petit Alhambra, Paris, et au Festival Off d'Avignon [6]
- 2016 : Le mariage nuit gravement à la santé de Pierre Léandri et Élodie Wallace
- 2019 : Voo Rire Festival de Liège, Belgique : Carte blanche à Chantal Ladesou et Jeanfi Janssens
- 2017-2024 : Jovany et le dernier saltimbanque, en tournée, au Petit Palais des Glaces[7], au Grand Point-Virgule[8], Paris, et au Festival Off d'Avignon [9],[10],[11]

## Filmographie

### Cinéma
- 2020 : La Bataille géante de boules de neige 2 : L'Incroyable Course de luge de Benoit Godbout et François Brisson : Chabot

### Télévision
- 2012 : La France a un incroyable talent, demi-finaliste
- 2014 : The Missing de Tom Shankland
- 2017 : Credo de Maurice de Bruijne
- 2020 : Vendredi tout est permis avec Arthur sur TF1
- 2022 : "La Frite" sur France 3

## Radio
- 2016-2017 : émission C'est l'actu vraie
- 2018-2020 : émission Top de l'actu de Bruno Roblès sur Rire et chansons
- 2018-2020 : émission Le Billet de... sur Rire et chansons
- 2018-2020 : émission Une heure avec Sébatien Boché sur Rire et chansons

## Distinctions

### Nominations
- Lauréat de nombreux festivals : 27 prix, dont souvent le Prix du Public
- 2017 : Prix de l'humour remis par la Fondation Raymond Devos